# 薩爾施泰因山
47°36′7″N 13°41′54″E / 47.60194°N 13.69833°E

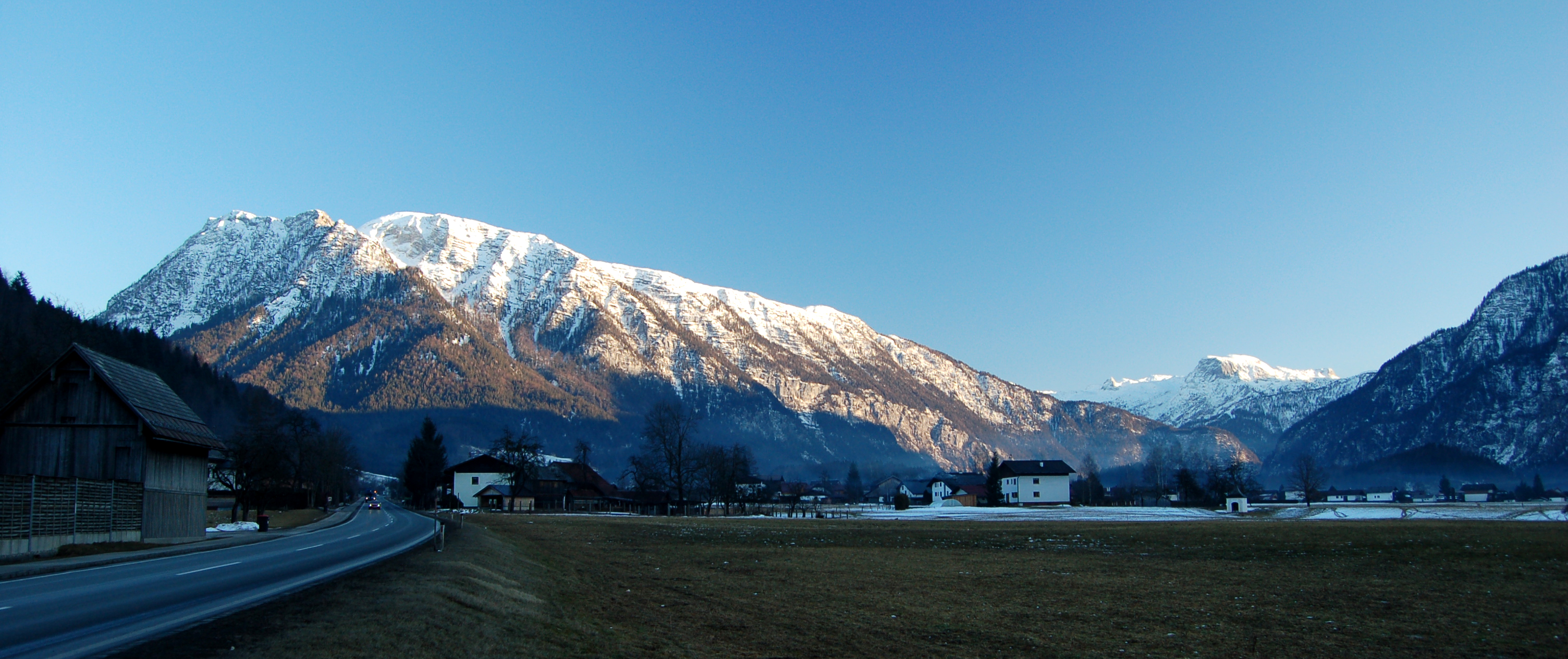

薩爾施泰因山（德語：Sarstein），是奧地利的山峰，位於該國中部，處於上奧地利州和施泰爾馬克州接壤的邊界，屬於薩爾茲卡默古特山脈的一部分，海拔高度1,975米。